# Янковский, Александр Иосифович
Александр Иосифович Янковский (18 декабря 1921—18 августа 1984) — участник  Великой Отечественной войны, полный кавалер ордена Славы.

## Биография
Родился 18 декабря 1921 года в селе Брицкое Липовецкого района Винницкой области в семье рабочего. После окончания 7 классов школы уехал в Киев (1922), где работал шлифовальщиком на заводе  «Медтехника». 
Призван в  Красную Армию в июле 1941 года. В боях  Великой Отечественной войны принимал участие с января 1941 года. 22 июня 1944 вынес с поля боя 7 раненых солдат и одного офицера. В июле 1944 года на подступах к Перемышлянам (Украина), устранил заграждение противника и одним из первых ворвался во вражескую траншею. 
15 июля 1944 в рукопашной бою уничтожил  одного солдата противника, сам был ранен но оставался в строю до окончания боя. 31  июля 1944 награждён  орденом Славы 3-й степени. 
25 сентября 1944 во время боев за Новы-Сонч (Польша) уничтожил 3 немецких солдат. 16 ноября 1944 награждён  орденом Славы 2-й степени. 
17 апреля 1945 года во время боя возле деревни Богуславице (Чехия), вмести со своими солдатами ворвался в расположение противника и уничтожил 10 вражеских солдат и троих взял в плен. 29 июня 1945 года награждён  орденом Славы 1-й степени. 
Демобилизовался в 1946 году. Жил и работал слесарем в Луцке. Умер 18 августа 1984 года.

## Награды
- Орден Славы I степени (29 июня 1945 г., № 2896)[1]
- Орден Славы II степени (16 ноября 1944 г., № 19034)[2]
- Орден Славы III степени (31 июля 1944 г., № 43707)[3]
- Медали.